# Bob Belden
James Robert "Bob" Belden, né le 31 octobre 1956 et mort le 20 mai 2015, est un saxophoniste, arrangeur, compositeur, chef d'orchestre et producteur américain. Son enregistrement de jazz orchestral Black Dahlia a gagné un Grammy Award. 

## Biographie
Belden est né à Evanston, dans l'Illinois, et a grandi à Charleston en Caroline du Sud. Il a étudié le saxophone et la composition à l'Université du North Texas. En 2008, il a organisé et produit Miles from India, un enregistrement de musique du monde et de fusion des compositions de Miles Davis. Il y a rassemblé les anciens musiciens de Miles Davis et des musiciens indiens. [3]
En plus de son travail comme arrangeur, compositeur, chef d'orchestre et producteur, Belden a contribué à de nombreux textes de pochette. Certains de ses textes ont reçu des Grammy Awards. [4] [5]. En 2015, Belden est devenu le premier musicien américain en 35 ans à tourner avec un orchestre américain en Iran. [6]
Belden est décédé d'une crise cardiaque le 20 mai 2015, à l'hôpital Lenox Hill à Manhattan, à l'âge de 58 ans.

## Discographie

### Sous son nom

#### 1990
- Treasure Island (Sunnyside)
- La Cigale (Sunnyside)

#### 1991
- Straight to My Heart: The Music of Sting (Blue Note), The Bob Belden Ensemble

#### 1994
- When the Doves Cry: The Music of Prince (Metro Blue)

#### 1996
- Shades of Blue (Blue Note), compilation de ses productions.
- Bob Belden Presents Strawberry Fields (Blue Note), re-arrangements des Beatles

#### 1997
- Tapestry - The Blue Note Cover Series (Blue Note)

#### 2001
- Black Dahlia (Blue Note)

#### 2006
- Three Days of Rain (Sunnyside)
- With Animation

#### 2011
- Agemo (RareNoise)
- Asiento (RareNoise)

#### 2012
- Transparent Heart (RareNoise)

### Collaborations

#### avec les New York City Horns
- 1996: Incognito – Beneath the Surface (Talkin' Loud)

#### Avec Paquito D'Rivera dirigé par Bob Belden
- 1998: 100 Years of Latin Love Songs (Heads Up International)

#### avec Tim Hagans
- 1999: Re-Animation Live! (Blue Note)

#### Avec Nicholas Payton, Sam Yahel, John Hart, Billy Drummond
- 2006: Mysterious Shorter (Chesky)[9]